# Спираль (железная дорога)

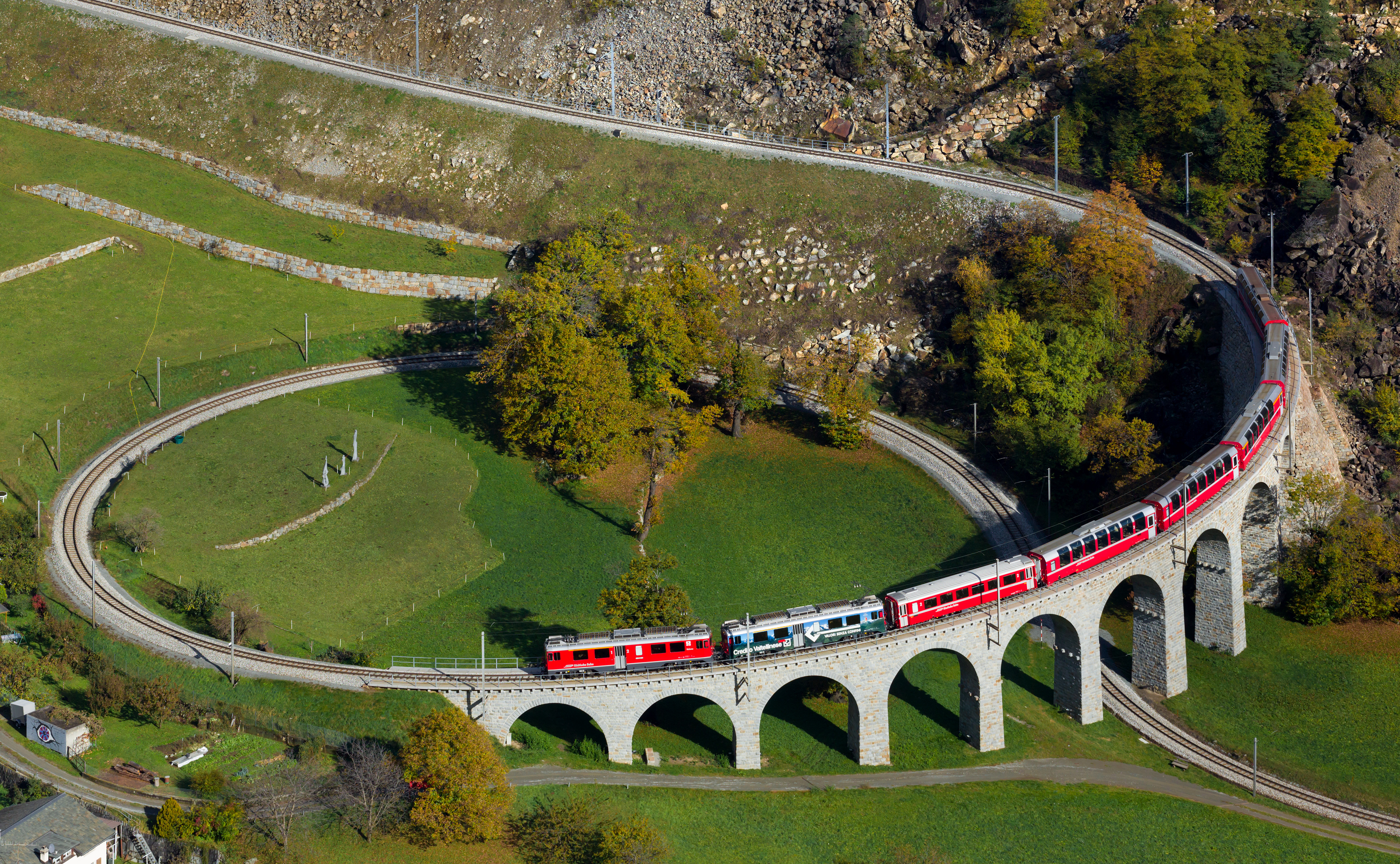
Спиральный виадук возле Брусио, Швейцария.

Спираль (спиральная петля, петля) — это способ поднятия на высокие холмы, используемый на железных дорогах.
Железная дорога спиралью поднимается по устойчивой кривой до завершения петли, проходящей над собой, и набирающей высоту, позволяя железной дороге увеличить высоту на достаточно короткой горизонтальной дистанции. Это альтернатива зигзагам, позволяющая избежать необходимости остановки поезда и движения в обратном направлении при подъеме. Если поезд имеет достаточную длину, он часто проходит над собой на протяжении петли.
Спиральную петлю не следует путать с круговой или переходной кривой, используемой для обеспечения перехода от касательной в горизонтальную круговую кривую. Спираль используется, чтобы избежать резких изменений в сторону ускорения, которые испытывает железнодорожное транспортное средство и пассажиры в транспортном средстве, приближающемся к горизонтальной круговой кривой и для предотвращения резких толчков и дискомфорта. Эти кривые используются также в дорожном строительстве.
Спирали, как правило, не требуются на трамвайных путях или легких железнодорожных линиях, потому что при движении трамваев задействованы все колёса, давая возможность подняться в более крутые уклоны, чем на железных дорогах. Кроме того, в городе обычно недостаточно места для размещения спиралей.
Аналогичную функцию железнодорожных спиралей выполняют спиральные мосты.

## Расчёты
На железнодорожном поднятии на уклон от 25 ‰, (или 25 м/км) на 360 градусов по спирали на радиус 350 м прибавляется 2200 м в длину пути и 55 м в высоту. Если рельеф не имеет холма соответствующей формы, спираль, вероятно, будет включать тоннель, увеличивающий расходы на строительство и создающий проблемы, если используются паровозы. Если есть удобная долина, то может быть использована кривая в виде подковы.
Спираль должна подняться примерно на 6 м в целях постройки моста над ней. С использованием паровозов и в меньшей степени тепловозов, уклон в любом длинном тоннеле должен быть меньше, чем наибольший уклон, чтобы избежать проблем с паром и сыростью, заставляющих ведущие колёса скользить.

## Список спиралей

### Аргентина
- 2 спирали к югу от вокзала Диего де Альмагро на линии Tren a las Nubes.

### Австралия
- Спираль Bethungra — два очень коротких тоннеля, на путях в гору на спирали с уклоном 1 на 66, пути на спуске на равнине с уклоном 1 на 40;
- Cougal спираль один короткий и один длинный туннель, однопутный.

### Австрия
- Ранняя спираль на железной дороге Brenner Railway — это видимо называется обмоткой.[1]

### Боливия
- Спираль юге Zudáñez на закрытой железнодорожной линии, начиная с Taburoco.

### Болгария
- 4 спирали на 760-мм узкоколейной железной дороге Септември — Добринище;
- Клисура — 3-я Магистральная Железнодорожная линия, спираль построена вокруг города;
- 2 спирали в Радевци и Радунци на 4-й магистральной линии.

### Канада
- Спиральные туннели между Филдом, и перевалом Кикинг-Хорс, канадская Тихоокеанская железная дорога;
- Trinity Loop[2] возле Тринити, Ньюфаундленд:
  - В Ньюфаундленде железная дорога больше не существует;
- Роджерс Пасс.

### Чили
- Трансандинская железная дорога, соединяющая Чили с Аргентиной.[3]

### Китайская Народная Республика
- Тоннель Янцзян — Циньлин;
- На железной дороге Чэнду — Куньмин; расположена спираль на севере города Heijing.

### Хорватия
- Тоннель длиной 1838 м (0+525 — 2+363) между станциями Риека-Brajdica и Сушак-Pećine на южном подходе к Риека — Карловац железной дороги, часть Международного коридора V.

### Франция
- Тоннель Sayerce между По и Сарагосой (Испания) в Пиренеях;[4]
- Ницца — Кунео (Италия), три спирали;
- Мутье, между Альбервилем и Бур-Сен-Морисом (Савойя), (45°29′08″N 6°32′26″E45.485628°N 6,540444°E), используемый скоростными поездами TGV;
- Предлагаемые четырёхповоротные спирали Гравен де Монпеза (44°41′42″N 4°13′05″E44.695047°N 4,21797°E) на частично завершенной Ligne transcévenole[фр.] между Сен-Сиргом и Обеной (Ардеш) в Севеннах так и не были построены.

### Германия
- Северный подход к Рендсбургскому Высокому мосту в Рендсбурге, Шлезвиг-Гольштейн имеет уникальную продолговатую петлю на мосту-транспортёре, пересекающем Кильский канал;
- Железная дорога Wutach Valley должна была быть построена менее крутой, чтобы по ней можно было перевозить тяжелые воинские поезда, после этого его обошли по более короткому маршруту Зинген — Вальдсхут через территорию Швейцарии.

### Индия

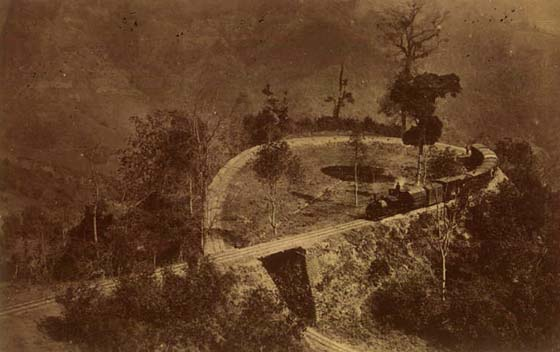
Петля (Agony Point) на DHR, Индия.

- Дарджилингская Гималайская железная дорога (DHR) с колеёй 610 мм имеет три (первоначально пять) петель, из которых одна является двойной спиралью;
- Спираль Dhulghat между Кхандвой и Хинголи, колея 1000 мм.[5]

### Иран
- Многочисленные спирали в горных районах, в основном полностью в тоннеле и однопутные, например, на Three Golden Lines.

### Ирландия
- В St. James’s Gate Brewery, Дублин, Ирландия была внутренняя узкоколейная железная дорога (559 мм) с петлей в тоннеле, чтобы набрать высоту между зданиями.[6]

### Италия
- На железной дороге Сассари — Палау на железных дорогах Ferrovie della Sardegna;
- На железной дороге Мандас — Гайро — Арбатакс недалеко от железнодорожной станции Ланузеи на железных дорогах Ferrovie della Sardegna;
- В Iselle di Trasquera на Швейцарских федеральных железных дорогах;
- В Вернанте на Ferrovie dello Stato;
- Недалеко от Савоны на линии Савона — Альтаре Ferrovie dello Stato;
- В Caprareccia и Сан-Мартино на линии Сполето — Норчиа были в общей сложности три спирали;
- В Салерно, на линии Салерно — Меркато-Сан-Северино;
- В Казоле-Бруцио на линии Козенца — Сан-Джованни-ин-Фьоре;
- В Рагузе на Ferrovie dello Stato;
- В Варцо на итальянском подходе к тоннелю Симплон.[7]

### Япония

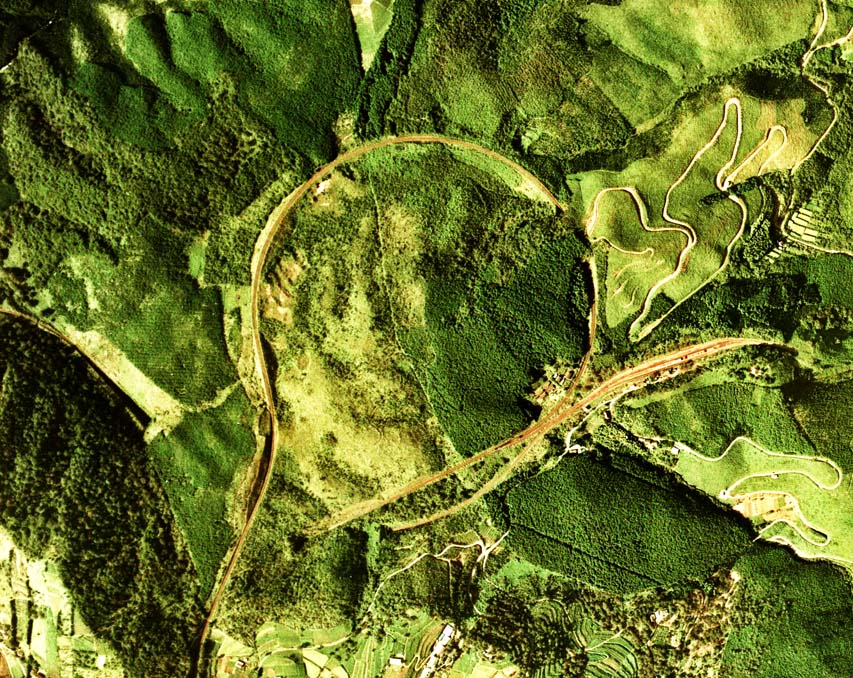
Спираль Okoba и зигзаг на линии Hisatsu, Япония.

- Линия Jōetsu имеет две спирали, только по направлению к Токио;
- Главная линия Хокурику от станции Цуруга до станции Shin-Hikida, линия только для станции Майбара;
- Линия Hisatsu между станциями Yatake и Okoba, с зигзагом в петле;
- На железной дороге Tosa Kuroshio на линии Nakamura между Kawaoku S.B. и станцией Kaina;
- Юрикамомэ, западный подход к Радужному мосту.

### Кения
- Кения — Уганда: четыре спирали на линии из Кении в Уганду.

Спираль Mazeras вблизи Момбасы: −3.995257° 39,546742° (показать на карте);
Спираль возле станции Makutano: −0.043457° 35,641461°;
Спираль вблизи станции Equator, Кения: −0.007183° 35,551033°.

### Южная Корея

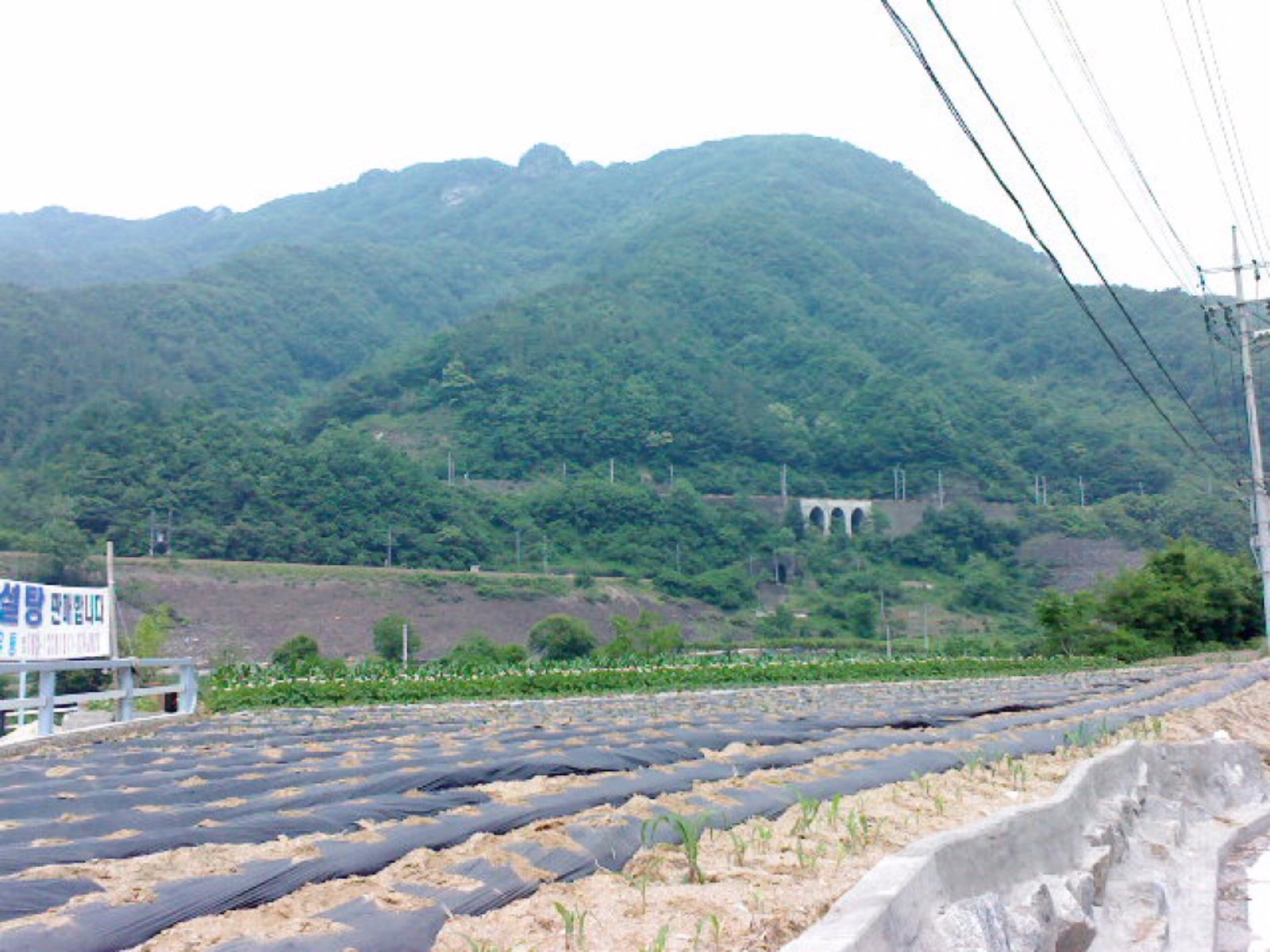
2-й тоннель Geumdae на линии Чунъансон, Южная Корея.

- 2-й тоннель Geumdae  — между станциями Geumgyo и Chiak на линии Чунъансон  — одна петля (один путь). Строится новый двухпутный тоннель, чтобы заменить петли тоннеля;
- Тоннель Daegang — между станциями Danseong и Jungnyeong на линии Чунъансон  — одна петля на однопутной линии;
- 1-й тоннель Hambaek  — между станциями Hambaek и Jodong на линии Hambaek  — одна петля, однопутная линия;
- Тоннель Солан — между станциями East Baeksan и Dogye на линии Yeongdong  — одна петля, один путь, но на середине тоннеля построены два пути. Открыт в 2012 году.

### Мадагаскар
- Одна петля на Anjiro на главной линии из Антананариву в Туамасину.

### Мьянма

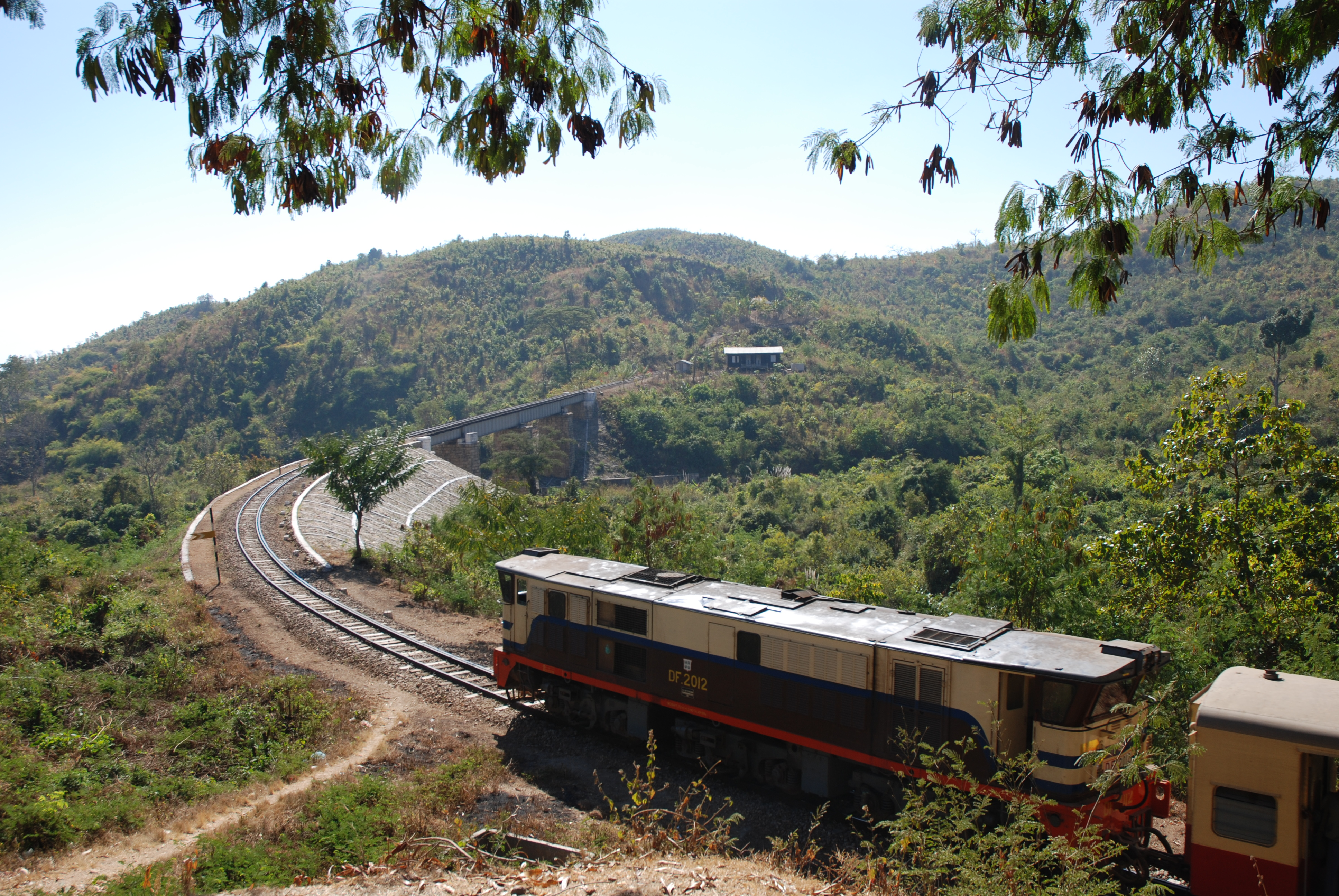
Спираль на линии Thazi — Таунджи, Мьянма.

- Две спирали на железной дороге шахт Burmah.[8]
- Одна спираль рядом с Schwenyaung на линии Thazi — Schwenyuang.

### Новая Зеландия
- Спираль Raurimu на Главной магистрали Северного острова, однопутная, два коротких тоннеля (посмотреть карту и фото);
- Железная Дорога Driving Creek;
- Трамвай Ellis & Burnand Ongarue (закрыт в 1958 году, теперь велосипедная трасса).

### Норвегия
- Фломская железная дорога: между Мюрдалем и Фломом  — спиральные тоннели на склоне горы;
- Линия Rauma: возле моста Kylling.

### Россия
- Большой Петлевой, Средний Петлевой и Малый Петлевой тоннели — 3 туннеля на одной петле на Северо-Кавказской железной дороге (44°15′41″N 39°14′54″E44.2615°N 39,248306°E).

### Сербия
- Šarganska osmica в Западной Сербии, с горы Mokra Gora в Šargan Vitasi.

### Словакия
- Телгартский тоннель (словацкий Telgártska slučka), состоит из 2-х виадуков и 1,2-километрового тоннеля.

### Южная Африка
- Спирали на спуске к реке Большой Кей на ветке в Умтату;[9]
- На переходе реки Занд-Ривер на линии из Блумфонтейна в Крунстаде высокоуровневый мост был разрушен в результате боевых действий во Второй Англо-Бурской войне. Спиральные линии строились военными инженерами, чтобы открыть временный мост на уровне реки;[10]
- Железнодорожная линия на перевале Van Reenen’s Pass проходит по спиральному тоннелю.

### Испания
- Тоннель Cargol на линии Риполь — Ла-Тур-де-Кароль (Франция);
- Тоннель Эль Ласо на линии Паленсия — Ла Корунья.

### Шри-Ланка
- Demodera

### Швейцария

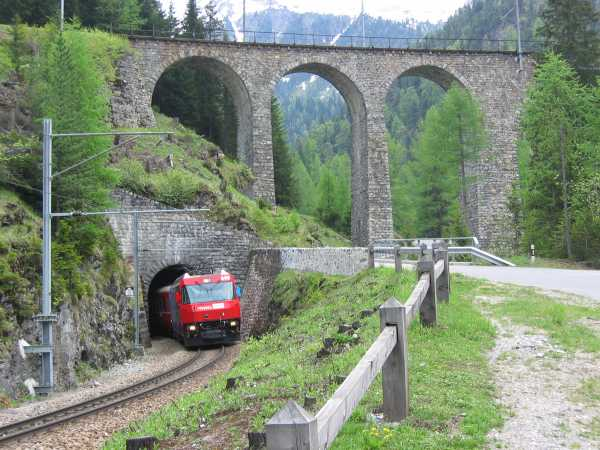
Спиральный тоннель Toua на Рейтийской железной дороге, на линии Альбула.

- На Сен-готардской железной дороге имеется пять спиралей (и два поворота), полностью в туннеле, (двухпутная линия, европейская колея);
- Ретийская железная дорога на линии Альбула имеет четыре спирали (в туннелях), (однопутная линия метровой колеи);
- Ретийская железная дорога Бернинская линия имеет открытую спираль в основном на спиральном виадуке в Брусио рядом с Брусио, (однопутная, метровой колеи);
- Бывшая железнодорожная линия Фурка — Оберальп, теперь паровая зубчатая железная дорога Фурка, историческая железная дорога, имеет один спиральный туннель (однопутная линия, метровой колеи, контактная сеть удалена);
- Бывшая линия Фурка — Оберальп, теперь Маттерхорн — Готтард, между Гренгиольсом и Lax (зубчатая железная дорога, однопутная, метровой колеи, полностью в тоннеле).

### Тайвань
- Алишаньская Лесная железная дорога.

### Уганда
см. Кения (выше).

### Великобритания

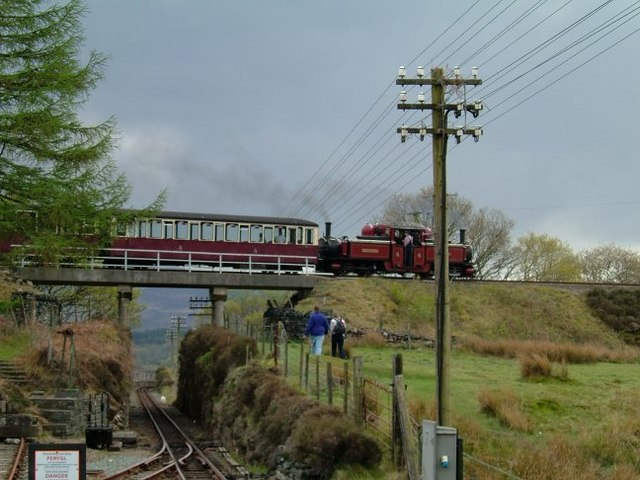
Мост на спиральной петле на Dduallt на железной дороге Фестиниог, Уэльс.

- Петля Dduallt, железная дорога Фестиниог в Уэльсе, 597-миллиметровая колея;
- Линия от цементного терминала в Мурсуотере, через станцию Coombe Junction и Лискерд на Looe Valley Line и на выше Виадук Moorswater образует полную спираль, поднимаясь вверх, чтобы присоединиться к основной линии в Лискерде. Не через все части следуют пассажирские поезда.

### Соединённые Штаты

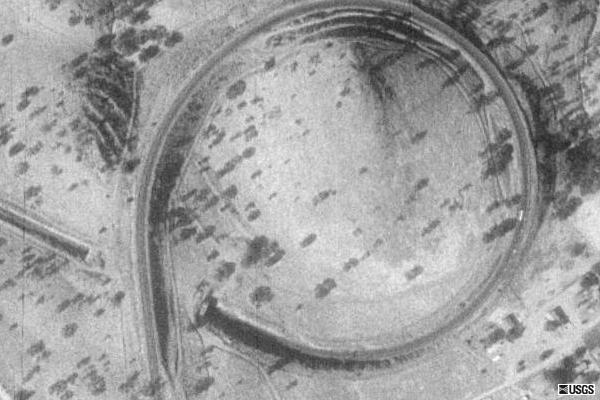
Петля Техачапи, на Union Pacific, штат Калифорния, США, вид с воздуха.

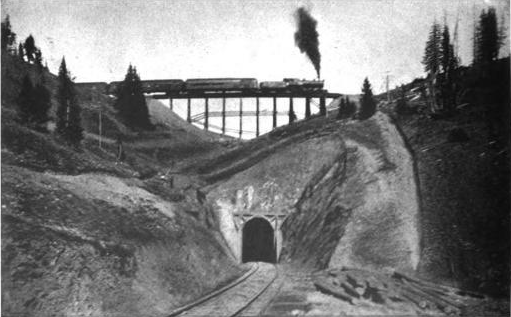
1903 год, вид на петлю Riflesight Notch, возле Rolling Pass в Колорадо.

- Петля Hiwassee (Фарнер, Теннесси, железная дорога  Marietta and North Georgia Railway/железная дорога Atlanta, Knoxville and Northern Railway/железная дорога Луисвилл и Нэшвилл/железная дорога SCL-L&N Family Lines/железная дорога Seaboard System Railroad/транспортная компания CSX) — путь обходит холм и дважды пересекает сам себя на 24-метровой эстакаде — обслуживается Железнодорожным Музеем Долины Теннесси;
- Петля Джорджтаун (Джорждтаун, Колорадо, железная дорога Colorado Central/Джорджтаун, Брекенридж, и Ледвилл/Union Pacific, Denver, and Gulf/Colorado and Southern) — петля, завершенная в 1884 году, заброшенная и разобранная в 1939 году, перестроенная в 1972—1984 — принадлежащая Колорадскому Историческому Обществу и действовавшая как Железная дорога петли Джорджтаун;
- «Золотой Круг»/Петля Homasville/«Двойной Круг» (Эврика, штат Юта, железная дорога Tintic Range/железная дорога Rio Grande Western Railroad/Denver and Rio Grande Western) — маршрут изменён в 1940 году, петля заброшена и разобрана;
- Петля Riflesight Notch — (Роллинсвилл, Колорадо, Denver Northwestern and Pacific/Denver and Salt Lake («Moffat Road»))  — заменена тоннелем Моффат в 1928 году, заброшена, пути разобраны в 1935 году, эстакады ещё частично сохранены;
- Петля Roaring Camp  (Фелтон, Калифорния, узкоколейная железная дорога (колея 914 мм) Roaring Camp and Big Trees Narrow Gauge Railroad) — завершена в 1963 году, в 1976 маршрут изменён после пожара на эстакаде, эстакада частично всё ещё сохранена, ожидая реконструкции;
- Петля Техачапи (Техачапи, Калифорния (Walong), Southern Pacific/Union Pacific) — построена в 1872—1876, работает по состоянию на 2015 год;
- Петля Уильямс (Куинси, Калифорния (Весенний сад), Southern Pacific/Union Pacific) — завершена в 1909 году, работает по состоянию на 2015 год.